# IC 3867
IC 3867 ist eine Spiralgalaxie vom Hubble-Typ S im Sternbild Coma Berenices am Nordsternhimmel. Sie ist schätzungsweise 817 Millionen Lichtjahre von der Milchstraße entfernt und hat einen Durchmesser von etwa 120.000 Lichtjahren.
Im selben Himmelsareal befinden sich u. a. die Galaxien IC 3864, IC 3868, IC 3869, IC 3871.
Das Objekt wurde am 27. Januar 1904 von Max Wolf  entdeckt.